# Sumire Niikura
Sumire Niikura (15 marzo 2003) è una lottatrice giapponese, specializzata nella lotta libera.

## Palmarès
- Campionati asiatici

Ulaanbaatar 2022: argento nei 72 kg.